# Alfredo Schiaffini
Alfredo Schiaffini (* 16. März 1895 in Sarzana; † 26. Juli 1971 in Viareggio) war ein italienischer Romanist.

## Leben und Werk
Schiaffini besuchte die Schule in La Spezia und studierte in Florenz, wo er 1919 bei Ernesto Giacomo Parodi promovierte. 1926 wurde er Professor für Sprachwissenschaft in Genua, 1939 für Italienische Sprachgeschichte in Rom. Schiaffini gehörte zum Herausgeberteam der Zeitschrift Giornale storico della letteratura italiana.  Er war Mitglied der Accademia della Crusca (1936), der Accademia dei Lincei und Custode generale der Accademia dell’Arcadia.

## Werke
- Ernesto Giacomo Parodi, Milano 1925
- Testi fiorentini del Dugento e dei primi del Trecento, Florenz 1926
- La tecnica della prosa rimata nel Medioevo latino, in Guido Faba, Guittone e Dante, Perugia 1931
- Tradizione e poesia nella prosa d’arte italiana dalla latinità medievale a G. Boccaccio, Genua 1934, 1943; 1969
- Momenti di storia della lingua italiana, Bari 1950, 1953, 1965, 1973
- Leo Spitzer, Critica stilistica e storia del linguaggio; saggi raccolti a cura e con presentazione di Alfredo Schiaffini, Bari 1954
- I mille anni della lingua italiana, Mailand/Neapel 1961, 1962
- Mercanti, poeti, un Maestro, Mailand/Neapel 1969
- Italiano antico e moderno, a cura di Tullio De Mauro e Paolo Mazzantini, Mailand/Neapel 1975